# Stichopogon bedae
Stichopogon bedae là một loài ruồi trong họ Asilidae. Stichopogon bedae được Hradský & Geller-Grimm miêu tả năm 1996. Loài này phân bố ở vùng Cổ Bắc giới.